# Regering-Picqué I
De regering-Picqué I (12 juli 1989 - 23 juni 1995) was de eerste Brusselse Hoofdstedelijke Regering, onder leiding van Charles Picqué (PS). Het was een zespartijencoalitie regering: de socialisten (PS (18 zetels) en SP (2 zetels)), de christendemocraten (PSC (9 zetels) en CVP (4 zetels)) en de nationalisten (FDF (12 zetels) en Volksunie (1 zetel)). 
De regering werd beëdigd op 12 juli 1989 na de gewestverkiezingen van 1989 en werd op 23 juni 1995 opgevolgd door de regering-Picqué II.

## Samenstelling

### Brusselse Hoofdstedelijke Regering
| Naam                                                          | Naam                        | Partij                          | Partij | Functie en bevoegdheden                                                                      | Termijn                         |
| ------------------------------------------------------------- | --------------------------- | ------------------------------- | ------ | -------------------------------------------------------------------------------------------- | ------------------------------- |
|                                                               | Charles Picqué (1948)       |                                 | PS     | Minister-president en Minister Ruimtelijke Ordening, Plaatselijke Besturen en Tewerkstelling | 12 juli 1989 - 23 juni 1995     |
|                                                               | Jos Chabert (1933-2014)     |                                 | CVP    | Minister Financiën, Begroting, Ambtenarenzaken en Buitenlandse Betrekkingen                  | 12 juli 1989 - 23 juni 1995     |
|                                                               | Georges Désir (1925-2016)   |                                 | FDF    | Minister Huisvesting, Leefmilieu, Natuurbehoud en Waterbeleid                                | 12 juli 1989 - 17 december 1991 |
|                                                               | Rufin Grijp (1938-2006)     |                                 | SP     | Minister Economische Zaken                                                                   | 12 juli 1989 - 23 juni 1995     |
|                                                               | Jean-Louis Thys (1939-1999) |                                 | PSC    | Minister Openbare Werken, Communicatie en Renovatie van Verlaten Economische Sites           | 12 juli 1989 - 24 maart 1994    |
|                                                               | Dominique Harmel (1955)     |                                 | PSC    | Minister Openbare Werken, Communicatie en Renovatie van Verlaten Economische Sites           | 24 maart 1994 - 23 juni 1995    |
|                                                               | Christian d'Hoogh (1933)    |                                 | PS     | Staatssecretaris toegevoegd aan de minister-president                                        | 12 juli 1989 - 12 januari 1990  |
|                                                               | Robert Hotyat (1934)        |                                 | PS     | Staatssecretaris toegevoegd aan de minister-president                                        | 12 januari 1990 - 23 juni 1995  |
|                                                               | Vic Anciaux (1931-2023)     |                                 | VU     | Staatssecretaris toegevoegd aan de minister van de Brusselse regering                        | 12 juli 1989 - 23 juni 1995     |
|                                                               | Didier Gosuin (1952)        |                                 | FDF    | Staatssecretaris toegevoegd aan de minister van de Brusselse regering                        | 12 juli 1989 - 17 december 1991 |
| Minister Huisvesting, Leefmilieu, Natuurbehoud en Waterbeleid | Didier Gosuin (1952)        | 17 december 1991 - 23 juni 1995 | FDF    |                                                                                              |                                 |
|                                                               | Didier van Eyll (1943)      |                                 | FDF    | Staatssecretaris toegevoegd aan de minister van de Brusselse regering                        | 17 december 1991 - 23 juni 1995 |

### Gemeenschapscommissies

#### Gemeenschappelijke Gemeenschapscommissies (GGC)
| Naam | Naam                        | Partij | Partij | Functie en bevoegdheden                      | Termijn                         |
| ---- | --------------------------- | ------ | ------ | -------------------------------------------- | ------------------------------- |
|      | Charles Picqué (1948)       |        | PS     | Voorzitter                                   | 12 juli 1989 - 23 juni 1995     |
|      | Jos Chabert (1933-2014)     |        | CVP    | Minister Gezondheidsbeleid                   | 12 juli 1989 - 23 juni 1995     |
|      | Jean-Louis Thys (1939-1999) |        | PSC    | Minister Gezondheidsbeleid                   | 12 juli 1989 - 24 maart 1994    |
|      | Dominique Harmel (1955)     |        | PSC    | Minister Gezondheidsbeleid                   | 24 maart 1994 - 23 juni 1995    |
|      | Georges Désir (1925-2016)   |        | FDF    | Minister Beleid inzake Bijstand aan Personen | 12 juli 1989 - 17 december 1991 |
|      | Didier Gosuin (1952)        |        | FDF    | Minister Beleid inzake Bijstand aan Personen | 17 december 1991 - 23 juni 1995 |
|      | Rufin Grijp (1938-2006)     |        | SP     | Minister Beleid inzake Bijstand aan Personen | 12 juli 1989 - 23 juni 1995     |

#### Vlaamse Gemeenschapscommissie (VGC)
| Naam                                       | Naam                    | Partij                         | Partij | Functie en bevoegdheden                                                                                             | Termijn                        |
| ------------------------------------------ | ----------------------- | ------------------------------ | ------ | --- | ------------------------------ |
|                                            | Jos Chabert (1933-2014) |                                | CVP    | Minister Cultuur en Welzijn                                                                                         | 12 juli 1989 - 23 juni 1995    |
| Minister Bijstand aan Personen             | Jos Chabert (1933-2014) | 22 oktober 1993 - 23 juni 1995 | CVP    | |                                |
|                                            | Rufin Grijp (1938-2006) |                                | SP     | Minister Onderwijs, Gezondheidszorg (tot 22 oktober 1993) Openbaar Ambt en Personeelsbeleid (vanaf 22 oktober 1993) | 12 juli 1989 - 23 juni 1995    |
| Minister Gezondheidszorg                   | Rufin Grijp (1938-2006) | 12 juli 1989 - 22 oktober 1993 | SP     | |                                |
| Minister Openbaar Ambt en Personeelsbeleid | Rufin Grijp (1938-2006) | 22 oktober 1993 - 23 juni 1995 | SP     | |                                |
|                                            | Vic Anciaux (1931-2023) |                                | VU     | Minister Gezondheidszorg, Migranten en Kansarmoedebestrijding                                                       | 22 oktober 1993 - 23 juni 1995 |

#### Franse Gemeenschapscommissie (FGC)
| Naam             | Naam                        | Partij                          | Partij | Functie en bevoegdheden                                                                                    | Termijn                         |
| ---------------- | --------------------------- | ------------------------------- | ------ | --- | ------------------------------- |
|                  | Charles Picqué (1948)       |                                 | PS     | Voorzitter Sociale Promotie, Bijstand aan Personen en Beroepsomscholing                                    | 12 juli 1989 - 23 juni 1995     |
|                  | Georges Désir (1925-2016)   |                                 | FDF    | Minister Cultuur                                                                                           | 12 juli 1989 - 17 december 1991 |
|                  | Jean-Louis Thys (1939-1999) |                                 | PSC    | Minister Toerisme, Transport naar School, Gezondheidsbeleid en Internationale Relaties                     | 12 juli 1989 - 24 maart 1994    |
|                  | Dominique Harmel (1955)     |                                 | PSC    | Minister Toerisme, Transport naar School, Gezondheidsbeleid en Internationale Relaties                     | 24 maart 1994 - 23 juni 1995    |
|                  | Christian d'Hoogh (1933)    |                                 | PS     | Minister Begroting en Openbaar Ambt                                                                        | 12 juli 1989 - 12 januari 1990  |
|                  | Robert Hotyat (1934)        |                                 | PS     | Minister Begroting en Openbaar Ambt                                                                        | 12 januari 1990 - 23 juni 1995  |
|                  | Didier Gosuin (1952)        |                                 | FDF    | Minister Lichamelijke Opvoeding, Sport, Leven in Openlucht, Jeugd, Permanente Vorming en Culturele Foyers. | 12 juli 1989 - 17 december 1991 |
| Minister Cultuur | Didier Gosuin (1952)        | 17 december 1991 - 23 juni 1995 | FDF    | |                                 |
|                  | Didier van Eyll (1943)      |                                 | FDF    | Minister Lichamelijke Opvoeding, Sport, Leven in Openlucht, Jeugd, Permanente Vorming en Culturele Foyers. | 17 december 1991 - 23 juni 1995 |

### Herschikkingen
- Christian d'Hoogh werd op 12 januari 1990 vervangen door Robert Hotyat.
- Op 17 december 1991 nam minister Georges Désir ontslag. Hij werd vervangen door staatssecretaris Didier Gosuin, die op zijn beurt werd vervangen door Didier van Eyll.
- Jean-Louis Thys nam ontslag op 24 maart 1994 en werd vervangen door Dominique Harmel.

Picqué I · 
Picqué II · 
Simonet I · 
de Donnea · 
Ducarme · 
Simonet II · 
Picqué III · 
Picqué IV · 
Vervoort I ·
Vervoort II ·
Vervoort III